# Турков, Роман Анисимович
Роман Анисимович Турков — советский хозяйственный, государственный и политический деятель, Герой Социалистического Труда.

## Биография
Родился в 1901 году в селе Бахань. Член КПСС.
С 1929 года — на хозяйственной, общественной и политической работе. В 1929—1966 гг. — инженер, главный технолог на артиллерийском заводе «Красный арсенал» в Ленинграде, главный инженер, директор Красноярского артиллерийского завода № 4 имени К. Е. Ворошилова, директор Сталинградского завода «Баррикады», заместитель начальника отдела, заместитель главного конструктора по производству ОКБ-1 С. П. Королёва, директор завода № 88 Государственного комитета Совета Министров СССР по оборонной технике.
Указом Президиума Верховного Совета СССР от 17 июня 1961 года присвоено звание Героя Социалистического Труда с вручением ордена Ленина и золотой медали «Серп и Молот».
Умер в Калининграде/Королёве в 1976 году.